# Jarocha
Jarocha war ein mexikanisches Längenmaß.
- 1 Jarocha = 5 Vara etwa 4,19 m
  - 1 Vara (Vara mexicana, mexikanische Elle) = 3 Tercios = 371,482 Pariser Linien = 0,838 m

Das Maß war auch als Flächenmaß unter der Bezeichnung Quadrata Jarochas in Anwendung. Das Gebiet der Anwendung war zum Beispiel  besonders auch Veracrus, Yucatan und Tabasco.
- 1 Tarca = 36 Quadrata Jarochas = 900 Quadrat-Varas = 4,213464 Ar